# Martin Sharp
Martin Ritchie Sharp (* 21. Januar 1942 in Sydney; † 1. Dezember 2013 ebenda) war ein australischer Karikaturist, Songwriter und Filmemacher.
Sharp gilt als einer der wichtigsten Künstler Australiens des 20. Jahrhunderts. Er wurde bekannt durch seine Entwürfe von Psychedelic-Postern mit Jimi Hendrix und Bob Dylan. Außerdem schuf er für die Gruppe Cream die Plattencover zu den Alben Disraeli Gears (1967) und Wheels of Fire (1968). Im Jahr 1968 drehte er den Kurzfilm Darling, Do You Love Me? mit Germaine Greer in der Hauptrolle.